# Nassau-Dillenburg

Wapen Nassau-Dillenburg (1559-1739)

Nassau-Dillenburg is een tak van het huis Nassau.
Nassau-Dillenburg ontstond in 1303, toen de zonen van Otto I van Nassau (die Nassau sinds Otto's dood in 1289 gezamenlijk hadden bestuurd) het gebied opdeelden in drie delen: Nassau-Siegen, Nassau-Hadamar en Nassau-Dillenburg. Nassau-Dillenburg ging in 1328 op in de tak Nassau-Siegen, maar zij noemen zich dan Nassau-Dillenburg. Vervolgens wordt Nassau-Dillenburg in 1341 opgedeeld in Nassau-Dillenburg en Nassau-Beilstein.
Na het uitsterven van de tak Nassau-Beilstein in 1561 werden alle gebieden van de Ottonische linie op de rechter Rijnoever herenigd onder
de broer van Willem van Oranje, graaf Jan van Nassau-Dillenburg.

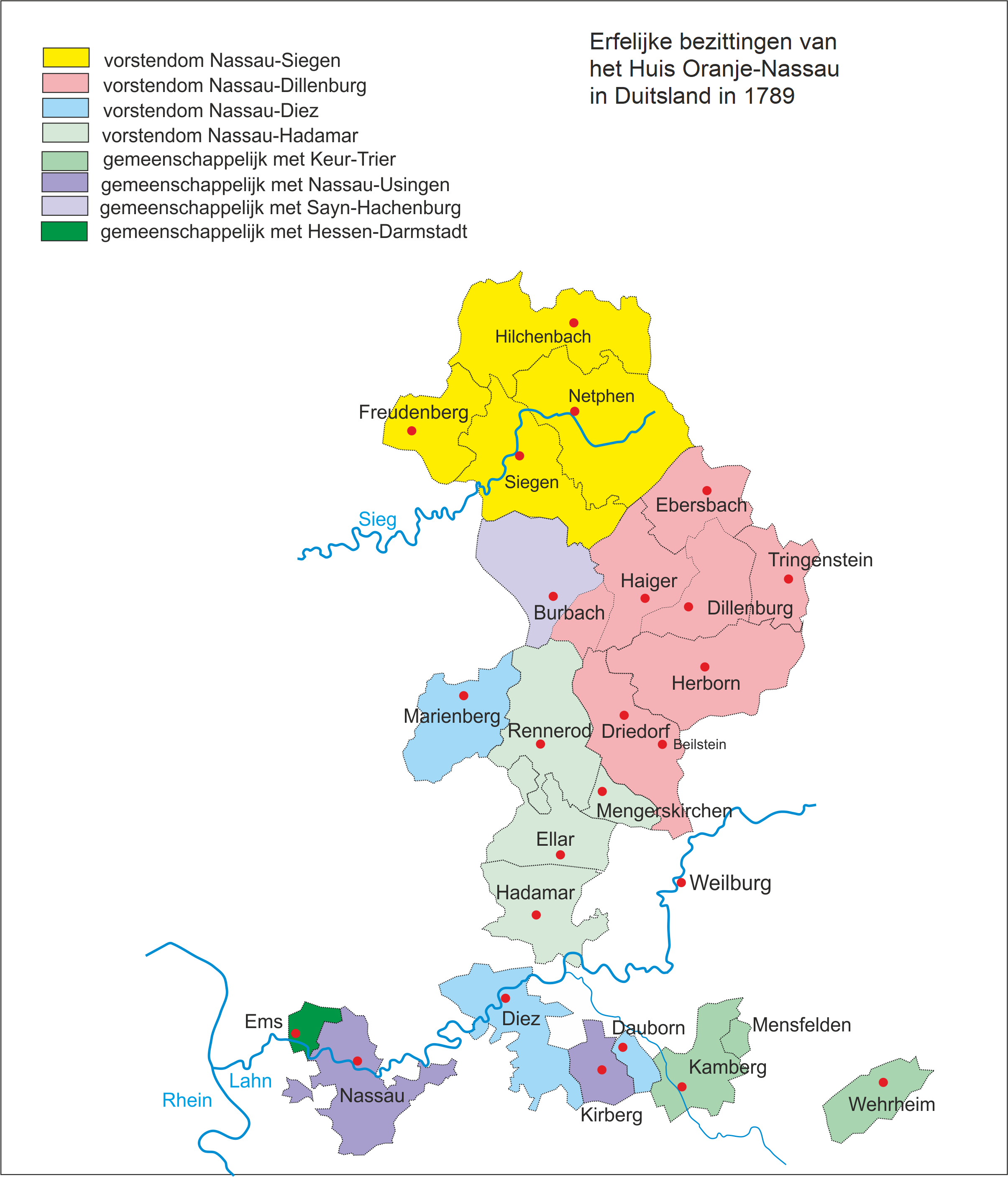
kaart van Nassau-Oranien met de vorstendommen en ambten in 1789

## De deling van Nassau-Dillenburg in 1607
Na de dood van graaf Jan in 1606 deelden zijn vijf zonen ondanks zijn testament het graafschap in 1607. Er blijft wel een gezamenlijk archief in Dillenburg. De porties van de twee oudste broers zijn groter dan van de jongste drie. Mocht een van de twee oudere takken uitsterven, dan zouden de jongere takken opschuiven en het kleinste graafschap verdeeld worden over de overgebleven takken.  
- Nassau-Dillenburg onder Willem Lodewijk van Nassau-Dillenburg (uitgestorven in 1620)
- Nassau-Siegen onder Jan (uitgestorven in 1743)
- Nassau-Beilstein onder Georg (na 1620 te Dillenburg, uitgestorven in 1739)
- Nassau-Dietz onder Ernst Casimir (na 1702 Oranje-Nassau, uitgestorven in 1890/1962)
- Nassau-Hadamar onder Johan Lodewijk (uitgestorven in 1711)

Na 1743 zijn alle gebieden weer herenigd in het vorstendom Nassau-Oranje. De vorsten gebruiken dan de naam Oranje-Nassau om zich te onderscheiden van de Walramse linie. De keizerlijke administratie gebruikt Nassau-Dillenburg als naam, bijvoorbeeld in de Reichsdeputationshauptschluss van 1803.

## Het graafschap Nassau-Dillenburg van 1606 tot 1739
Als Willem Lodewijk in 1620 overlijdt, gaat zijn graafschap over naar zijn jongere broer George van Nassau-Beilstein, de die zich vervolgens Nassau-Dillenburg noemt.
Het graafschap behoorde tot de Nederrijns-Westfaalse Kreits. Op 25 november 1652 wordt de graaf tot rijksvorst verheven.
Ten gevolge van het huwelijk van Adolf, een jongere zoon van vorst Lodewijk Hendrik met Elizabeth Charlotte Melander, regeert er ook een lid van de dynastie in het rijksgraafschap Holzappel.

## Het graafschap Dillenburg na 1739
In 1739 sterft Nassau-Dillenburg uit met Christiaan, waarna het graafschap in 1743 aan de tak Nassau-Dietz valt. Daarna wordt het bestuurd als een ambt binnen het herenigde vorstendom.
De Rijnbondakte van 12 juli 1806 stelt het graafschap Dillenburg (uitgezonderd de ambten Wehrheim en Burbach) onder de soevereiniteit van het groothertogdom Berg. De ambten Wehrheim en Burbach worden onder de soevereiniteit gesteld van de hertog van Nassau-Usingen en de vorst van Nassau-Weilburg: de mediatisering. In 1808 verliest de prins van Oranje ook de laatste rechten wegens zijn verzet tegen Napoleon Bonaparte. Na de nederlagen van Napoleon kan de prins van Oranje het land in 1813 weer in bezit nemen. In het verdrag van 31 mei 1815 staat hij echter al zijn Duitse bezittingen af aan het koninkrijk Pruisen. Dit staat vervolgens dezelfde dag nog het vorstendom Dillenburg (zonder het ambt Burbach) af aan het hertogdom Nassau.

## Gebied van het vorstendom
Het vorstendom Dillenburg bestond uit de ambten Dillenburg, Haiger, Herborn, Ebersbach, Tringenstein, Burbach en Driedorf.
Het ambt Wehrheim was een gemeenschappelijk bezit met het keurvorstendom Trier.

## Regenten
| regering  | naam             | geboren   | overleden | familie                          |
| --------- | ---------------- | --------- | --------- | -------------------------------- |
| 1606-1620 | Willem Lodewijk  | 13-3-1560 | 31-5-1620 |                                  |
| 1620-1623 | George           | 1-9-1562  | 9-8-1623  | broer                            |
| 1623-1626 | Albrecht         | 1-11-1596 | 16-6-1626 | zoon, samen met Lodewijk Hendrik |
| 1623-1662 | Lodewijk Hendrik | 9-5-1594  | 12-7-1662 | zoon samen met Albrecht          |
| 1662-1701 | Hendrik          | 28-8-1641 | 18-4-1701 | kleinzoon                        |
| 1701-1724 | Willem II        | 28-8-1670 | 21-9-1724 | zoon                             |
| 1724-1739 | Christiaan       | 12-8-1688 | 28-8-1739 | broer                            |